# Bartomeu Marí i Ribas
Bartomeu Marí i Ribas, (Sant Josep, Illa d'Eivissa, 1966) és un filòsof i promotor cultural eivissenc. Entre 2008 i 2015 va ser director del MACBA de Barcelona. El març del 2015 va presentar la seva dimissió arran de la polèmica per l'exposició de l'obra Haute couture 04 transport, que va ser acceptada pels òrgans de govern del museu. Posteriorment, va ser director del Museu d'Art de Seül i del MALI de Lima, Perú, càrrec que va abandonar pels efectes de la pandèmia de la COVID-19

## Biografia
El 1989 va llicenciar en filosofia a la Universitat de Barcelona. Va començar la seva carrera professional gestionant la Galeria Bertsch i col·laborant al diari Avui i amb revistes especialitzades.
Es va donar a conèixer com a comissari a la Fondation pour l'Architecture de Brussel·les, entre 1989 i 1993. Posteriorment va treballar a l'IVAM de València entre 1993 i 1995.
El 1996 va marxar a Rotterdam, com a director del centre d'art Contemporani Witte de With, càrrec que ocuparia fins al 2002, quan va mudar-se a Donosti per coordinar el projecte d'un centre internacional de cultura contemporània, embrió de l'actual Tabakalera. En aquella època també va formar part del comitè de selecció del director artístic de la Documenta 11, a Kassel.
Està vinculat al Museu d'Art Contemporani de Barcelona des del 2004, quan va ser nomenat cap del departament d'exposicions. El 14 d'abril de 2008 en fou nomenat director, després de guanyar un concurs on es van presentar 16 candidats. De fet, ja havia exercit com a director en funcions des del 30 de gener del mateix any, data en què Manuel Borja-Villel va deixar el càrrec per passar a dirigir el Museu Reina Sofia.
Com a director, ha proposat un estil continuista del projecte anterior, i proposa centrar-se més en l'especialització que en la cronologia per separar les col·leccions MACBA-MNAC.
El 21 d'octubre de 2009 va fer una compareixença al Parlament de Catalunya davant una Comissió de Política Cultural per presentar els projectes i necessitats del museu. També ha sigut el responsable de la unió de la col·lecció del museu amb la de la Fundació La Caixa, creant una de les col·leccions més importants del sud d'Europa. Durant el període 2014 – 2016 serà el president del Comitè Internacional de Museus i Col·leccions d'Art modern i contemporani (CIMAM).
Ha col·laborat amb diverses publicacions i ha realitzat conferències sobre museus i art contemporani a universitats i centres d'art.
El dimecres 18 de març de 2015 va transcendir als mitjans per haver cancel·lat una exposició encara no estrenada, «La bèstia i el sobirà», que havia d'incloure l'obra «Haute couture 04 transport», on hi apareix Joan Carles I essent sodomitzat. Després de la polèmica generada entre la comunitat artística i també entre el públic ampli, que ho va interpretar com una possible censura ̣(incloent-hi institucions com el CoNCA), el divendres 20 de març se'n fa enrere i anuncià l'obertura de l'exposició l'endemà. No obstant això, Marí acabà dimitint a causa de la polèmica.
Al desembre de 2015 es va anunciar que havia estat seleccionat director del Museu Nacional d'Art Contemporani de Corea, a Seül. Al final del seu mandat de tres anys, al 2018, va abandonar aquest càrrec. L'any següent, es va anunciar la seva incorporació com a director del MALI de Lima, al Perú, on només va estar uns mesos degut als efectes que la pandèmia de la COVID 19 va generar sobre la institució.

## Exposicions comissariades rellevants
- Raoul Hausmann, arquitecte. Eivissa 1933-1939, Brussel·les 1990
- Bernard Tschumi Architect, Le Fresnoy, Brussel·les 1993
- Hermann Pitz, IVAM 1994
- Miralda Obres 1969-1999, IVAM 1995
- Eulàlia Valldosera. Works 1990-2000, Rotterdam 2000
- Cardinales, Museu d'Art contemporani de Vigo 2002[21]
- Bienal de Taipei (Taiwán), 2002 (amb Chia-chi Jason Wang)
- Juan Muñoz. La Voz Sola. Esculturas, dibujos y obras para la radio, La Casa Encendida, Madrid 2005 (amb James Lingwood)
- Antoni Muntadas al Pavelló Espanyol de la 51a Biennal de Venècia, Venècia 2005
- Ignasi Aballí, MACBA 2007
- Nomeda & Gediminas Urbonas. Dispositius per a l'acció, MACBA 2008[22]
- Joan Jonas. Timelines MACBA 2007[23]
- Paral·lel Benet Rossell, MACBA 2010